# Saison 2004-2005 du Racing Club de Lens
Cet article traite de la saison 2004-2005 du Racing Club de Lens.  
Maillots
Chronologie
Saison précédente Saison suivante
C'est la 14e saison consécutive du Racing Club de Lens parmi l'élite.

## Mercato

### Mercato d'été
| Départ/Arrivée        | Type de transfert     | Date                  | Prix      | Durée | Nom                     | Provenance / Destination   |
| --------------------- | --------------------- | --------------------- | --------- | ----- | ----------------------- | -------------------------- |
| Arrivées              | Prêt                  | 1 août                | -         | 1 an  | Alou Diarra             | Liverpool FC (D1)          |
| Arrivées              | Prêt avec OA          | 1 juillet             | -         | 1 an  | Éric Cubilier           | AS Monaco (D1)             |
| Arrivées              | Transfert définitif   | 1 août                | 500 000 € | 3 ans | Jérôme Leroy            | EA Guingamp (D1)           |
| Arrivées              | Transfert définitif   | 1 juillet             | 0 € (f.c) | 3 ans | Nicolas Gillet          | FC Nantes (D1)             |
| Arrivées              | Transfert définitif   | 1 juillet             | 0 € (f.c) | 5 ans | Vitorino Hilton         | Servette FC (D1)           |
| Arrivées              | Transfert définitif   | 1 juillet             | 3 M€      | 3 ans | Éric Carrière           | Olympique lyonnais (D1)    |
| Arrivées              | Transfert définitif   | 1 juillet             | 0 € (f.c) | 3 ans | Daniel Cousin           | Le Mans UC (D1)            |
| Total (3 mouvements)  | Total (3 mouvements)  | Total (3 mouvements)  | 3.5 M€    |       |                         |                            |
| Départs               | Prêt                  | 1 juillet             |           | 1 an  | Abdoulaye Diagne-Faye   | FC Istres (D1)             |
| Départs               | Prêt                  | 1 juillet             | –         | 1 an  | Martin Ekani            | Angers SCO (D2)            |
| Départs               | Prêt                  | 1 juillet             |           | 1 an  | Rod Fanni               | LB Châteauroux (D2)        |
| Départs               | Prêt                  | 1 juillet             |           | 1 an  | Alessandro Furtado      | Clermont Foot (D2)         |
| Départs               | Transfert définitif   | 1 juillet             | 0 € (f.c) |       | Guillaume Cherreau      | FC Metz (D1)               |
| Départs               | Transfert définitif   | 1 juillet             |           | 1 an  | Charles-Édouard Coridon | Paris SG (D1)              |
| Départs               | Transfert définitif   | 1 juillet             | 9 M€      | 4 ans | Papa Bouba Diop         | Fulham FC (D1)             |
| Départs               | Transfert définitif   | 1 juillet             | 2.5 M€    | 4 ans | Daniel Moreira          | Toulouse FC (D1)           |
| Départs               | Transfert définitif   | 1 août                | 0 € (f.c) | 1 an  | Cyril Rool              | Girondins de Bordeaux (D1) |
| Départs               | Transfert définitif   | 3 août                | 1.5 M€    | 3 ans | Rigobert Song           | Galatasaray SK (D1)        |
| Départs               | Fin de contrat        | 1 juillet             |           |       | Wagneau Eloi            |                            |
| Départs               | Retraite              | 1 juillet             |           |       | Éric Sikora             |                            |
| Total (12 mouvements) | Total (12 mouvements) | Total (12 mouvements) | 13 M€     |       |                         |                            |

### Mercato d'hiver
| Départ/Arrivée       | Type de transfert    | Date                 | Prix      | Durée | Nom                | Provenance / Destination |
| -------------------- | -------------------- | -------------------- | --------- | ----- | ------------------ | ------------------------ |
| Arrivée              | Retour de prêt       | 31 décembre          |           |       | Martin Ekani       | Angers SCO (D2)          |
| Arrivée              | Retour de prêt       | 1er janvier          |           |       | Alessandro Furtado | Clermont Foot (D2)       |
| Arrivée              | Transfert définitif  | 29 janvier           | 2 M€      |       | Jussiê             | Cruzeiro EC (D1)         |
| Total (3 mouvements) | Total (3 mouvements) | Total (3 mouvements) | 2 M€      |       |                    |                          |
| Départ               | Prêt                 | 1er janvier          |           |       | Bouabid Bouden     | Al Ahli SC (D1)          |
| Départ               | Transfert définitif  | 1er janvier          | 0 € (f.c) |       | Guillaume Plessis  | Everton FC (D1)          |
| Départ               | Transfert définitif  | 1er janvier          | 0 € (f.c) |       | Yazid Kaïssi       | Paniónios GSS (D1)       |
| Total (1 mouvement)  | Total (1 mouvement)  | Total (1 mouvement)  | 0 €       |       |                    |                          |

| Date | Durée | Nom                 |
| ---- | ----- | ------------------- |
| 2004 | 3 ans | Benoît Assou-Ekotto |
| 2004 | 1 an  | Matar Coly          |
| 2004 | 3 ans | Lesly Malouda       |